# Vòng loại Giải vô địch bóng đá thế giới 2026 – Khu vực châu Âu (Bảng H)
Vòng loại Giải vô địch bóng đá thế giới 2026 khu vực châu Âu – Bảng H là một trong 12 bảng đấu của UEFA tại vòng loại Giải vô địch bóng đá thế giới để xác định những đội tuyển giành quyền tham dự giải vô địch bóng đá thế giới 2026 tại Canada, Mexico và Hoa Kỳ. Bảng H bao gồm 5 đội tuyển: Áo, Bosnia và Hercegovina, Síp, România và San Marino. Các đội sẽ thi đấu với nhau trên sân nhà và sân khách theo thể thức vòng tròn tính điểm từ tháng 3 đến tháng 11 năm 2025. Tuy nhiên, vì Áo đã tham dự vòng play-off thăng hạng/xuống hạng Nations League vào tháng 3 nên đội tuyển này sẽ bắt đầu chiến dịch vòng loại vào tháng 6 năm 2025. 
Đội nhất bảng sẽ trực tiếp giành quyền tham dự World Cup 2026, còn đội nhì bảng sẽ tiến vào vòng 2 (vòng play-off).

## Bảng xếp hạng
| VT | Đội                  | ST | T | H | B | BT | BB | HS  | Đ | Giành quyền tham dự |        | Bosna và Hercegovina | Áo      | România | Cộng hòa Síp | San Marino |
| -- | -------------------- | -- | - | - | - | -- | -- | --- | - | ------------------- | ------ | -------------------- | ------- | ------- | ------------ | ---------- |
| 1  | Bosna và Hercegovina | 3  | 3 | 0 | 0 | 4  | 1  | +3  | 9 | FIFA World Cup 2026 |        | —                    | 9 th9   | 15 th11 | 2–1          | 1–0        |
| 2  | Áo                   | 2  | 2 | 0 | 0 | 6  | 1  | +5  | 6 | Vòng 2              |        | 18 th11              | —       | 2–1     | 6 th9        | 9 th10     |
| 3  | România              | 4  | 2 | 0 | 2 | 8  | 4  | +4  | 6 |                     |        | 0–1                  | 12 th10 | —       | 2–0          | 18 th11    |
| 4  | Síp                  | 3  | 1 | 0 | 2 | 3  | 4  | −1  | 3 |                     | 9 th10 | 15 th11              | 9 th9   | —       | 2–0          |            |
| 5  | San Marino           | 4  | 0 | 0 | 4 | 1  | 12 | −11 | 0 |                     | 6 th9  | 0–4                  | 1–5     | 12 th10 | —            |            |

## Các trận đấu
Lịch thi đấu được công bố bởi UEFA sau khi bốc thăm. Thời gian là CET/CEST, được liệt kê bởi UEFA (giờ địa phương, nếu có sự khác biệt, sẽ được hiển thị trong ngoặc đơn).
| Síp                          | 2-0                             | San Marino |
| ---------------------------- | ------------------------------- | ---------- |
| - Pittas 55' - Kakoullis 86' | Chi tiết (FIFA) Chi tiết (UEFA) |            |

| România | 0-1                             | Bosna và Hercegovina |
| ------- | ------------------------------- | -------------------- |
|         | Chi tiết (FIFA) Chi tiết (UEFA) | - Gigović 14'        |

| Bosna và Hercegovina               | 2-1                             | Síp            |
| ---------------------------------- | ------------------------------- | -------------- |
| - Demirović 22' - Hajradinović 56' | Chi tiết (FIFA) Chi tiết (UEFA) | - Pittas 45+2' |

| San Marino    | 1-5                             | România                                                                                   |
| ------------- | ------------------------------- | ----------------------------------------------------------------------------------------- |
| - Zannoni 67' | Chi tiết (FIFA) Chi tiết (UEFA) | - Cevoli 6' (l.n.) - Popescu 44' - R. Marin 55' (ph.đ.) - Hagi 75' (ph.đ.) - Alibec 90+5' |

| Bosna và Hercegovina | 1-0                             | San Marino |
| -------------------- | ------------------------------- | ---------- |
| - Džeko 66'          | Chi tiết (FIFA) Chi tiết (UEFA) |            |

| Áo                               | 2-1                             | România        |
| -------------------------------- | ------------------------------- | -------------- |
| - Gregoritsch 42' - Sabitzer 60' | Chi tiết (FIFA) Chi tiết (UEFA) | - Tănase 90+5' |

| România                  | 2-0                             | Síp |
| ------------------------ | ------------------------------- | --- |
| - Tănase 43' - Man 45+2' | Chi tiết (FIFA) Chi tiết (UEFA) |     |

| San Marino | 0-4                             | Áo                                                       |
| ---------- | ------------------------------- | -------------------------------------------------------- |
|            | Chi tiết (FIFA) Chi tiết (UEFA) | - Arnautović 3', 15' - Gregoritsch 11' - Baumgartner 27' |

| Áo | v                               | Síp |
| -- | ------------------------------- | --- |
|    | Chi tiết (FIFA) Chi tiết (UEFA) |     |

| San Marino | v                               | Bosna và Hercegovina |
| ---------- | ------------------------------- | -------------------- |
|            | Chi tiết (FIFA) Chi tiết (UEFA) |                      |

| Bosna và Hercegovina | v                               | Áo |
| -------------------- | ------------------------------- | -- |
|                      | Chi tiết (FIFA) Chi tiết (UEFA) |    |

| Síp | v                               | România |
| --- | ------------------------------- | ------- |
|     | Chi tiết (FIFA) Chi tiết (UEFA) |         |

| Áo | v                               | San Marino |
| -- | ------------------------------- | ---------- |
|    | Chi tiết (FIFA) Chi tiết (UEFA) |            |

| Síp | v                               | Bosna và Hercegovina |
| --- | ------------------------------- | -------------------- |
|     | Chi tiết (FIFA) Chi tiết (UEFA) |                      |

| San Marino | v                               | Síp |
| ---------- | ------------------------------- | --- |
|            | Chi tiết (FIFA) Chi tiết (UEFA) |     |

| România | v                               | Áo |
| ------- | ------------------------------- | -- |
|         | Chi tiết (FIFA) Chi tiết (UEFA) |    |

| Síp | v                               | Áo |
| --- | ------------------------------- | -- |
|     | Chi tiết (FIFA) Chi tiết (UEFA) |    |

| Bosna và Hercegovina | v                               | România |
| -------------------- | ------------------------------- | ------- |
|                      | Chi tiết (FIFA) Chi tiết (UEFA) |         |

| Áo | v                               | Bosna và Hercegovina |
| -- | ------------------------------- | -------------------- |
|    | Chi tiết (FIFA) Chi tiết (UEFA) |                      |

| România | v                               | San Marino |
| ------- | ------------------------------- | ---------- |
|         | Chi tiết (FIFA) Chi tiết (UEFA) |            |

## Cầu thủ ghi bàn
Đang có 22 bàn thắng ghi được trong 8 trận đấu, trung bình 2.75 bàn thắng mỗi trận đấu (tính đến ngày 10 tháng 6 năm 2025).
2 bàn
- Florin Tănase
- Ioannis Pittas
- Marko Arnautović
- Michael Gregoritsch

1 bàn
- Ermedin Demirović
- Edin Džeko
- Armin Gigović
- Haris Hajradinović
- Denis Alibec
- Ianis Hagi
- Dennis Man
- Răzvan Marin
- Mihai Popescu
- Samuele Zannoni
- Andronikos Kakoullis
- Christoph Baumgartner
- Marcel Sabitzer

1 bàn phản lưới nhà
- Michele Cevoli (trong trận gặp Romania)